# Galleria Rizzi
La Galleria Rizzi è un museo d'arte situato a Sestri Levante (GE), nella Baia del Silenzio.
La sua collezione ospita opere d'arte di diverso genere (dipinti, sculture, ceramiche, mobili) e di diverse epoche (dal XV al XVIII secolo).
Effettua anche laboratori con le scuole e propone conferenze sul patrimonio artistico conservato.

## Storia
La raccolta delle opere d'arte ebbe origine grazie a Vittorio Rizzi, medico originario di Piacenza e residente a Sestri Levante, nel 1897; collaborando con antiquari e nobili della sua città natale, egli cominciò infatti a collezionare diverse opere, quali quadri, ceramiche, mobili ecc. Dopo la sua morte, avvenuta nel 1916, l'attività di collezionismo venne continuata dai figli Ferdinando e Marcello; nel 1926 essi cominciarono anche la costruzione di un edificio nella Baia del Silenzio che potesse raccogliere e valorizzare il patrimonio in loro possesso.
Nel 1960 Marcello Rizzi morì, ultimo della famiglia, e decise di lasciare in eredità tutti gli oggetti d'arte allo Stato italiano, a condizione che istituisse una fondazione intitolata alla famiglia Rizzi e istituisse un museo per permettere al pubblico la visione delle opere. Il museo, ospitato proprio nell'edificio di via dei Cappuccini 8 costruito dalla famiglia anni prima, aprì al pubblico nel 1967, e negli anni successivi subì dei lavori per rendere fruibile tutto il patrimonio (completati nel 1996).

## Esposizione
Il museo è disposto su tre piani.
Al primo piano vi sono stanze allestite come le case borghesi tra la fine del XIX e l'inizio del XX secolo, e vi sono esposti oggetti di diversa natura (ceramiche, mobili, dipinti ecc.). Al secondo piano sono invece presenti dipinti e sculture databili tra il XV secolo e la metà del XVII. Infine, il terzo piano comprende opere risalenti alla seconda metà del XVII secolo fino al XVIII, oltre a diverse incisioni e ai depositi del museo.